# Batalion „Pięść”

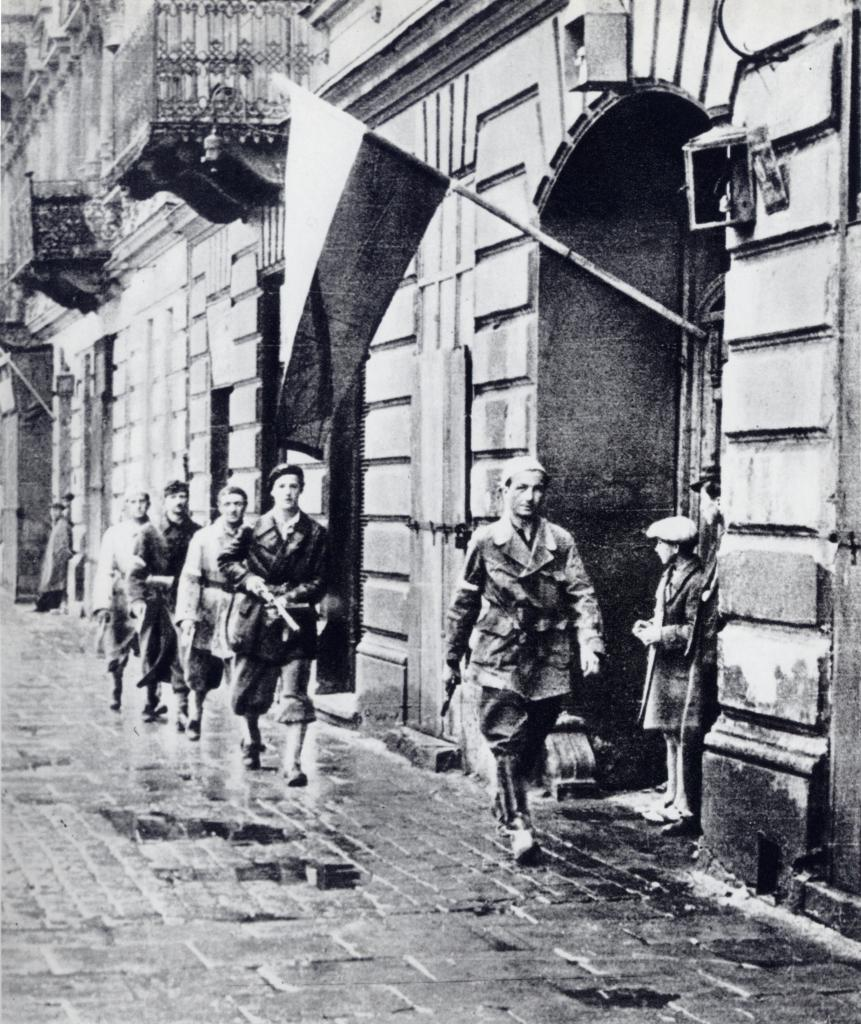
Pierwsze dni sierpnia 1944. Patrol por. „Agatona” z batalionu „Pięść” w drodze z Woli do Śródmieścia

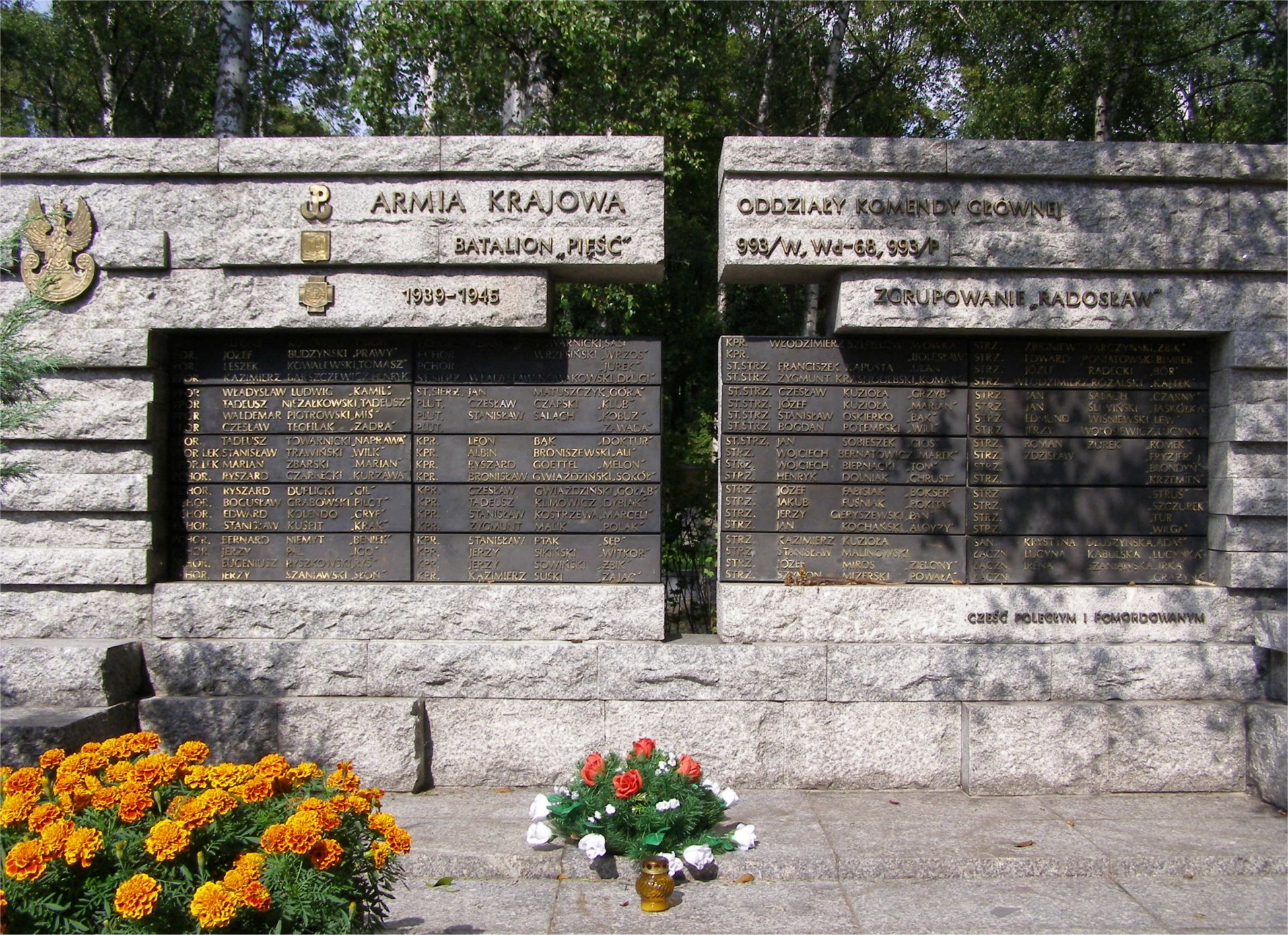
Upamiętnienie na Cmentarzu Wojskowym na Powązkach

 Batalion „Pięść” – batalion Armii Krajowej biorący udział w walkach w czasie powstania warszawskiego (1944) w zgrupowaniu „Radosław”.
Batalion został sformowany 25 lipca 1944 pod dowództwem mjr. Alfonsa Kotowskiego ps. „Okoń”. Jako miejsce koncentracji batalionu na dzień 1 sierpnia 1944 wyznaczono cmentarz ewangelicko-augsburski przy ul. Młynarskiej.

## Organizacja w dniu wybuchu powstania
Dowództwo Batalionu Specjalnego
- dowódca batalionu - mjr Alfons Kotowski „Okoń”;
- zastępca dowódcy - kpt. Zbigniew Szarama „Herse”;
- adiutant - por. Edmund Ślużyński  „Włodek”;
- szef wywiadu wewnętrznego - kpt Felicjan Zawadzki „Fez”;

Oddziały
- 1 kompania „Zemsta” (utworzona z członków Referatu 993/W)[1]- dowódca por. Stefan Matuszczyk „Porawa”;
  - 1 pluton - dowódca ppor. Józef Bydzyński „Prawy”;
  - 2 pluton - dowódca ppor. Tadeusz Towarnicki „Naprawa”, a po jego śmierci ppor. Kazimierz Barszczewicz „Henryk”;
  - 3 pluton - dowódca sierż. pchor. Andrzej Zawadzki „Andrzejewski”
- 2 kompania - dowódca ppor. NN „Ryś”
  - 1 pluton ppor. Marian Kamiński „Pionek”;
- 3 kompania - dowódca NN
  - pluton „Agaton” - dowódca por Stanisław Jankowski „Agaton”; zastępca por. Stefan Bałuk „Kubuś”.
- patrol sanitarny - dowódca Izabella Horodecka „Teresa”.

Ze względu na brak broni i kadry dowódczej w ramach batalionu walczyła tylko kompania „Zemsta”. Wykrwawiona w pierwszych dniach powstania na Woli, była przydzielana jako wsparcie plutonami poszczególnych batalionów zgrupowania. Samodzielnie broniła szkoły na rogu ul. Żytniej i Karolkowej, domów u zbiegu ul. Muranowskiej i Bonifraterskiej, atakowała boisko Polonii przy Konwiktorskiej oraz broniła barykad na ul. Freta i Długiej. Walcząc przy boku różnych oddziałów przeszła cały szlak bojowy zgrupowania „Radosław”.

## Upamiętnienie
- Na warszawskiej Woli znajduje się ulica Batalionu AK „Pięść”.